# جاكارو

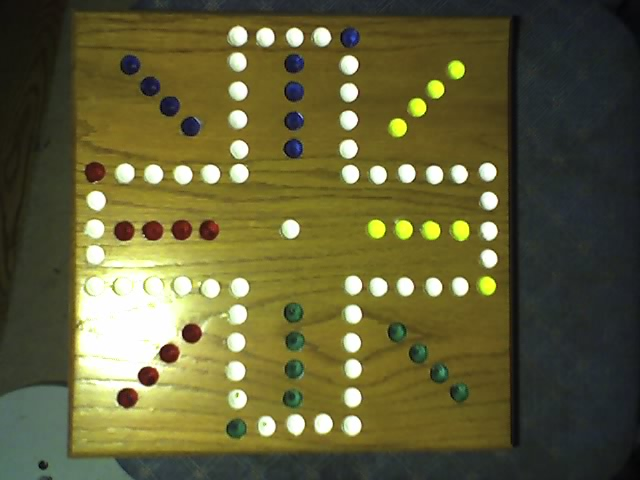
صورة لشكل لوح اللعب

جاكارو (بالإنجليزية: board game) هي لعبة لوحية تُلعب بواسطة قطعٍ توضع أو تُزال أو تُحرَّك على لوح خاصّ بها، وفق قوانينٍ محددة. تعتمد الألعاب اللوحية عادةً على الذكاء والتفكير والإبداع أو على الحظ، وقد تدمج هذه العناصر معًا. فمثلاً الشطرنج يعتمد كليًّا على الذكاء، بينما طاولة النرد (طاولة الزهر) تعتمد على الذكاء والحظ معًا.

## النشأة والأصل
تعتبر جاكارو من الألعاب القديمة ذات الأصل التركي، ثم انتقلت إلى بلاد الشام وباقي أرجاء الوطن العربي. وهي لعبة حماسيّة تتطلّب ذكاءً في استخدام ورق اللعب للفوز وإحباط مخططات الخصوم.

## مكونات اللعبة
- اللوح
  - لوح خشبي مستطيل، محفور على سطحه مجموعة متتابعة من النقاط تحدد مسار اللعب.
  - يُوجد نوعان من الألواح: أربعة لاعبين، وستة لاعبين (يمكن للاعبيْن إضافييْن الانضمام بلوح الستة).
- ورق اللعب (الشدّة)
  - يشمل جميع الأوراق ما عدا الجوكر؛ من الآص (1) حتى 10، بالإضافة إلى الولد والبنت والشيخ.
  - الصُّفُوف: ديناري، سنك، بستوني، كبّة.
- الأحجار
  - تُسمى المصاقيل أو الجلول، وعددها 4 لكل لاعب.[2]

## خانات اللوح
- البيت: أربعة مربعات مستقلة خارج المسار، نقطة انطلاق الأحجار.
- المسار: المربعات الممتدة من بعد البيت وحتى القاعدة.
- الحارة: الأربعة مربعات الأخيرة قبل القاعدة، تُعدّ مناطق أمان.
- القاعدة: المربع النهائي الذي يصل إليه الحجر للفوز.

الهدف: نقل جميع الأحجار من البيت إلى القاعدة عبر المسار.

## طريقة اللعب

### 1. الإعداد
- يضع كل لاعب أحجاره الأربع في البيوت الخاصة به.
- يوزع موزع الورق جميع أوراق الشدّة بالتساوي على اللاعبين.
- يبدأ اللعب اللاعب الجالس إلى يمين الموزع، ثم يتتابع الدور في اتجاه عكس عقارب الساعة.

### 2. نظام الشراكة
- تُلعب اللعبة بنظام فرق: كل لاعِب يتعاون مع اللاعب المقابل له.
- عندما ينجح أحد فريقين في إدخال أحجاره الأربع إلى الحارة، يصبح بإمكانه تحريك أحجار شريكه أيضًا في دوره.

### 3. اللعب الإجباري
- إذا توافرت لديك ورقة قابلة للعب، فعليك استخدامها حتى لو أدى ذلك إلى خسارتك.
- إذا لم يستطع اللاعب اللعب بأي ورقة، يحرق ورقة من اختياره؛ إذا كانت هناك ورقة ذات خاصية أولاً (مثل ورق يفرض هذه القاعدة)، فيحرقها أولًا، وإلا فيختار أي ورقة.

### 4. الخروج من البيت
- لا يمكن إخراج الحجر من البيت إلا بورقة الآص أو الشيخ.
- إذا لم يكن مع اللاعب أي منهما، يمكنه استخدام ورقة الخمسة أو العشرة للخروج.

### 5. تحريك الأحجار على المسار
- يختار اللاعب إحدى أوراقه ويلعبها، ثم يحرك أحد أحجاره بعدد الخطوات المحددة في الورقة.[3]

## خصائص وقيم الأوراق
- الشيخ (الباش): إخراج حجر من البيت أو تحريكه 13 خانة وأكل جميع الأحجار في الطريق، بشرط عدم تجاوز قواعد الآخرين.
- الآص (الإكة): إخراج حجر من البيت أو تحريك حجر لخانة واحدة.
- الخمسة: تحريك أي حجر 5 خانات (يمكن لحجر الخصم أو الشريك).
- العشرة: تحريك حجر 10 خانات أو منع اللاعب التالي من اللعب مع إجباره على حرق ورقة.
- السبعة: إما تحريك حجر واحد 7 خانات، أو تحريك حجرين بمجموع 7 خانات.
- الأربعة: تحريك حجر للخلف 4 خانات، مع إمكانية إرجاع حجر في القاعدة للخلف.
- الولد الأسود: مبادلة مواضع حجرين (لا يكون أي منهما في القاعدة أو الحارة).
- الولد الأحمر: تقدّم حجر واحد 11 خانة.
- البنت الأحمر: تقدّم حجر 11 خانة، أو سحب ورقة من خصم وحرقها.
- البنت الأسود: تقدّم حجر 12 خانة.
- باقي الأوراق: تتحرك بعدد خانات مماثل للرقم المكتوب عليها.

ملاحظة: يضيف بعض الهواة جوكرًا واحدًا ويحذفون ورقة رقم 2، ويضعون له قوانين خاصة لزيادة المتعة.

## أكل الأحجار وإعادتها إلى البيت
- إذا انتهى عدد الخطوات في خانة يَقِف فيها حجر الخصم، يُؤكل هذا الحجر ويعود إلى بيته؛ ولا يمكنه الخروج إلا بورقة آص أو شيخ.
- يمنع الحجر الموجود في القاعدة مرور الأحجار الأخرى حتى يتحرك.

## قواعد إضافية
- يمكن تقسيم ورقة السبعة لإدخال حجر إلى الحارة ثم استكمال العدد المتبقي على حجر الشريك، بشرط توفر حجر الشريك في المسار.
- إذا كان لديك حجر في البيت، تستطيع بأية ورقة تسمح بالخروج أن تنزل حجرًا مباشرًا من البيت، حتى لو أدى ذلك إلى أكل حجر الخصم في الحارة الخاصة بك.

## وصلات خارجية
جواكر، موقع العاب الشدّة العربي
Board Game Geek